# 趙應天
趙應天（韩语：／ Cho Eung-cheon，1962年9月17日—），大韓民國自由派政治人物，第20到21屆國會議員。